# كيث غيدز
كيث غيدز هو رياضياتي كندي، ولد في 1948 في نورث باتلفورد في كندا.